# Dublinia
Dublinia est un musée d'histoire situé à Dublin en république d'Irlande. Il s'intéresse principalement à la période viking et médiévale de la cité.
Le musée a ouvert en 1993, puis a connu une restauration en 2010 pour un coût de 2 millions d'euros. Le musée attire environ 125 000 visiteurs par an. Le musée loge dans l'ancien synode de la cathédrale Christ Church. Les deux édifices communiquent par un pont couvert.